# Niconico
Niconico (ニコニコ, Nikoniko, litt. « Sourire ») anciennement connu sous le nom Nico Nico Dōga (ニコニコ動画, litt. « Sourire vidéos ») ou Nico-dō est un site web de partage de vidéos, très populaire au Japon, géré par Niwango (en). Le site est surnommé « Niconico » ou « Nico-dō », sachant que « nico nico » est l'onomatopée pour le sourire. Niconico est classé 13e parmi les sites web les plus visités au Japon. Le site a gagné le Good Design Award japonais en 2007, et le Honoray Mentions Awards de la catégorie des communautés digitales au Prix Ars Electronica 2008. Sa particularité est que les commentaires de la vidéo s'affichent directement sur celle-ci au même moment qu'ils ont été écrits, ils sont appelés « danmaku » (弾幕),. Cette fonctionnalité est aussi développée par le chinois bilibili.

## Histoire
La première version de Niconico utilisait YouTube comme source vidéo. Lorsque le site s’est développé, l’infrastructure du serveur de YouTube a été mise à rude épreuve en raison de l’augmentation du trafic et de la bande passante, ce qui a conduit YouTube à prendre la décision de bloquer l’accès de Niconico. En conséquence, Niconico a cessé ses activités pendant deux semaines. Le site a été relancé avec un serveur vidéo sur site. Le 7 mai 2007, Niconico a annoncé une version mobile du site Web. Depuis le 9 août 2007, « Nico Nico Douga (RC) Mobile » assure l’entretien des téléphones mobiles de NTT DoCoMo et au. 
Au 31 octobre 2011, Niconico comptait plus de 23 690 000 utilisateurs enregistrés, 6 870 000 utilisateurs mobiles et 1 390 000 utilisateurs premium.  En raison de la capacité limitée du serveur, Niwango limite le nombre d’utilisateurs gratuits qui peuvent accéder au site Web aux heures de pointe (19 h à 2 h du matin), en fonction de l’heure d’inscription. Le site Web est en japonais et la majorité du trafic du site provient du Japon, bien qu’environ 4 % proviennent de l’extérieur du Japon, notamment un pour cent de Taïwan.  Niconico a lancé une version taïwanaise du site le 18 octobre 2007.  En juillet 2008, Niconico a lancé les versions allemande et espagnole du site, suivies d’une mise à jour pour la version taïwanaise. Une version anglaise a été ajoutée le 17 octobre 2012, remplaçant le site Web Niconico.com, avec une fonctionnalité de traduction permettant aux utilisateurs de traduire les descriptions de vidéos en anglais ou en chinois.
Le 27 avril 2012, Nico Nico Douga a annoncé qu’elle allait se rebaptiser Niconico. Le site a également introduit une nouvelle mise à jour « Zero » (qui améliore la résolution vidéo) (ainsi que diverses autres mises à niveau). 
Hiroyuki Nishimura a occupé le poste de directeur de Niwango jusqu’en février 2013.
Niconico a été lancé pour la Nintendo Switch au Japon le 13 juillet 2017 et était la 1ère application multimédia tierce de la Switch sur tous les marchés. 
La prise en charge des versions anglaise et chinoise de Niconico a été interrompue le 5 juillet 2023, la société citant les progrès de la traduction automatique comme raison de déprécier les traductions de l’interface utilisateur, les champs de commentaires, les titres des vidéos et les descriptions des vidéos étant les seules traductions nativement prises en charge sur le site. 
À compter du 30 octobre 2024, Niconico a apporté des modifications à ses conditions d’utilisation, passant d’une approche ciblée et basée sur la loi japonaise, à une plus grande conformité avec les lois des pays à partir desquels son contenu est réputé être consulté.

## Caractéristiques
Les utilisateurs peuvent télécharger, visualiser et partager des clips vidéo. Cependant, contrairement à d’autres sites de partage de vidéos, les commentaires sont superposés directement sur la vidéo et synchronisés avec des durées de lecture spécifiques. Cette fonctionnalité permet aux commentaires de réagir directement aux événements qui se produisent dans la vidéo, en synchronisation avec le spectateur, créant ainsi le sentiment d’une expérience de visionnage partagée. L’atmosphère et le contexte culturel de Niconico sont proches de ceux de 2channel ou de Futaba Channel. De nombreuses vidéos populaires sur ce site ont des goûts otaku, tels que l’anime, les jeux vidéo et la musique pop. Niconico offre une fonctionnalité permettant aux utilisateurs (et pas seulement à la personne qui télécharge la vidéo) de marquer les vidéos. Chaque vidéo peut comporter jusqu’à onze balises, dont jusqu’à cinq peuvent être verrouillées par l’utilisateur. Fréquemment, cette fonctionnalité peut être utilisée non seulement comme catégorisation, mais aussi comme commentaire critique, satire ou autre humour lié au contenu de la vidéo. Certaines balises peuvent avoir une explication attachée à elles sous la forme d’un article Niconicopedia (ニコニコ大百科, Nikoniko daihyakka), certaines étant des descriptions appropriées tandis que d’autres ayant un ton plus comique. Le site est également connu pour ses vidéos MAD et ses medleys de chansons populaires sur le site, notamment Kumikyoku Nico Nico Douga. Niconico a également distribué des animations originales sur le net, telles que Candy Boy, Tentai Senshi Sunred et Penguin Musume Heart. 
Les autres caractéristiques incluent :
- Mylist : chaque utilisateur peut créer des « mylists », qui fonctionnent de la même manière qu’une liste de signets. Les utilisateurs peuvent avoir jusqu’à 25 dossiers mylist, mais le nombre de vidéos par dossier dépend de l’état d’appartenance de l’utilisateur. Un compte de base peut avoir 100 vidéos par dossier, tandis qu’un compte premium (payant) en a cinq fois plus (500). En dessous de cette limite, un membre gratuit peut avoir jusqu’à 2 500 vidéos mylistées, tandis que les membres premium peuvent mylist jusqu’à 12 500 vidéos. L’activité quotidienne mylist est utilisée pour calculer la vue de classement par défaut, bien que l’on puisse également trier par vue ou par nombre de commentaires. Les mylistes peuvent être rendues publiques et liées à ; Par exemple, pour faire une liste des œuvres de l’uploader (par exemple, des chansons originales ou des vidéos de gameplay).
- Commentaires de l’uploader : l’uploader d’une vidéo peut joindre des commentaires permanents à la vidéo. Cette fonctionnalité convient dans certains cas comme les sous-titres, les paroles ou les corrections.
- Nicoscript : en utilisant des commandes spéciales dans les commentaires de l’uploader, l’uploader peut ajouter des effets spéciaux à la vidéo, notamment le vote, le transfert automatique vers une autre vidéo, la notation du quiz et d’autres fonctionnalités.

## Aspects commerciaux

### Revenus
Les principaux revenus de Niconico proviennent des abonnements premium, des publicités et de Nico Nico Ichiba (affilié). [28][29][30]
Abonnement premium
Jusqu’au début de l’année 2019, les utilisateurs devaient créer un compte pour regarder des vidéos sur Niconico. Il existe deux types de comptes enregistrés ; Comptes gratuits (niveau de base) et premium (abonnement). Les frais d’adhésion premium sont de 550 ¥ par mois ou 6 600 ¥ par an. Au 2 janvier 2012, ils atteignaient 1 500 000 membres premium. Les utilisateurs peuvent acheter un abonnement premium via PayPal. Les utilisateurs japonais peuvent également payer avec un mobile, une carte de crédit, Line Pay et WebMoney.
Publicité
Niconico utilise Google Ads et d’autres publicités Web. Le 8 mai 2008, Dwango a annoncé un partenariat avec Yahoo ! Japan et prévoit d’adopter des publicités liées à la recherche et d’autres services liés à Yahoo.
Nico Nico Ichiba (Affilié)
Nico Nico Ichiba est un système publicitaire dans lequel les utilisateurs peuvent placer librement des bannières sur chaque page vidéo. Les téléchargeurs et les spectateurs peuvent choisir les éléments qu’ils souhaitent placer dans les bannières publicitaires. Les utilisateurs peuvent également savoir combien de clics chaque bannière a accumulé et combien d’articles ont été achetés. Les informations de classement du nombre d’articles achetés par l’intermédiaire de Nico Nico Ichiba sont également officiellement fournies. Les articles disponibles proviennent de Amazon.co.jp, Yahoo Shopping et du service mobile Dwango.
Depuis juillet 2010, Nico Nico Ichiba a été étendu au site web taïwanais.

### Situation financière
Le 30 octobre 2007, Dwango et la JASRAC (une société japonaise de détenteurs de droits d’auteur) ont convenu de former un partenariat global. Pour cet accord, Dwango paiera deux pour cent de ses revenus à JASRAC sous forme de redevances de droits d’auteur. 
Au cours de l’exercice allant du T4 2010 au T3 2011, Niconico a enregistré un revenu brut d’environ 10,81 milliards de yens (139,1 millions de dollars au 10 novembre 2011) et un bénéfice d’exploitation de 670 millions de yens (8,6 millions de dollars).